# Muids

Muids este o comună în departamentul Eure, Franța. În 1 ianuarie 2022 avea o populație de 864 de locuitori.